# Lángaro

Mapa con las diferentes tribus ilirias.

Lángaro (? - 335 a C.) fue rey de los agrianes, una tribu tracia. Fue contemporáneo de Alejandro Magno, a quién sirvió incluso antes de la muerte de su padre, Filipo II. Realizó importantes servicios a Alejandro después de que ascendiera al trono, por ejemplo, en su expedición contra los ilirios y los taulantios, cuando los autariatas (aliados suyos) estaban preparando un ataque en territorio griego, el ataque de Lángaro evitó que cumplieran sus intenciones. Alejandro le agasajó con títulos y favores en pago por sus servicios y le prometió la mano de su hermanastra Cinane en matrimonio, pero Lángaro murió antes de volver al Reino de Macedonia.